# Lycenchelys muraena
Lycenchelys muraena ist ein Fisch aus der Familie Aalmuttern (Zoarcidae), der am Grund des Arktischen Ozeans und des angrenzenden Atlantiks lebt.

## Beschreibung
Lycenchelys muraena ist langgestreckt mit einem nach hinten schmaler werdenden Körper und abgeflachtem Kopf. Er hat eine gelbbraune Farbe mit doppelter Seitenlinie, wobei die untere oft undeutlich ist. Es wurden Körperlängen bis zu 22,6 cm registriert.
Die Art hält sich am Meeresgrund in 350 bis 1.700 Meter Tiefe auf. Sie bevorzugt schlammige Böden (Dy) in 620 bis 1.125 Meter Tiefe und Wassertemperaturen um den Gefrierpunkt. Die Nahrung bilden kleine Krebstiere.
Das Verbreitungsgebiet streckt sich über den Arktischen Ozean von der Karasee bis zum nordwestlichen Grönland und über den nördlichen Atlantik von Spitzbergen bis zu den Färöern. Die Art wurde auch nahe dem norwegischen Festland dokumentiert.